# Sándor Bárdosi
Sándor István Bárdosi (29. dubna 1977 Budapešť) je bývalý maďarský zápasník — klasik a sumista, stříbrný olympijský medailista z roku 2000.

## Sportovní kariéra
Zápasení se věnoval od 8 let v rodné Budapešti v klubu Honvéd pod vedením Gézy Hoffmana. Vrcholově se připravoval v klubu BVSC pod vedením Csaby Ubrankovicse. V dospělém věku se specializoval na zápas řecko-římský. Patřil k horkokrevným, spektakulárním zápasníkům, kteří se však nechali snadno vyprovokovat k nesportovnímu chování. Dlouho se tak nemohl do reprezentace mezi muži prosadit.
V roce 2000 nastupoval v olympijské kvalifikaci ve váze do 85 kg a vybojoval účast na olympijských hrách v Sydney. Byl nalosován do hratelné čtyřčlenné skupiny s favorizovaným Švédem Martinem Lidbergem. Hned v úvodním kole skupiny Lidberga porazil 2:0 na technické body. V závěrečném kole skupiny nepodcenil nevyzpytatelného Venezuelana Bartolozziho a postoupil z prvního místa ve skupině přímo do semifinále proti Noru Fritzi Aanesovi. Nora (později diskvalifikovaného za doping) porazil 4:1 na technické body a postoupil do finále proti Turkovi Hamzi Yerlikayovi. Proti favoritovi začal pasivně a po minutě boje ho rozhodčí poslal do parteru, ve kterém využil Turkova zaváhání a záručí ho hodil na žíněnku za tři technické body. Ve druhém poločase však o vedení přišel, když ho Turek zvedem hodil za tři technické body. V regulérní šestiminutové hrací době a po tříminutovém prodloužení zápas skončil nerozhodně. O jeho stříbrné olympijské medaili nakonec rozhodla pomocná kritéria v počtu napomínání za pasivitu 1-3.
V roce 2003 ho na jednom z turnajů týmový kolega z BVSC Balázs Kiss vyprovokoval k nesportovnímu chování. Po incidentu, kdy soupeře udeřil pěstí ho klubový trenér Csaba Ubrankovics přiměl nastupovat v nižší váze do 74 kg. Toto rozhodnutí nakonec stálo oba zápasníky BVSC účast na olympijských hrách v Athénách. V únoru 2004 neuspěl na kvalifikačním turnaji v Novem Sadu ve váze do 74 kg, když prohrál ve skupině se Švýcarem Reto Bucherem 1:3 na technické body. Jeho hlavní reprezentační rival Tamás Berzicza za dva týdny vyhrál kvalifikační turnaj v Taškentu a připravil ho o obhajobu olympijské medaile.
Od roku 2005 patřil k zápasníkům, kteří se obtížně srovnávali s novými pravidly boje. Na jaře 2005 si poprvé vyzkoušel sportovní sumó, ve kterém pořádalo maďarské město Visegrád mistrovství Evropy. Před domácím publikem získal titul mistra Evropy ve váze do 85 kg.
V roce 2007 na republikovém mistrovství udeřil svého finálového soupeře Zoltána Fodora do obličeje. Po diskvalifikaci hodil na žíněnku židli, prokopnul reklamní banner a počastoval svého soupeře i jeho trenéra Andráse Sikeho nevybíravými výrazy. Druhý den se za své chování omluvil, ale za opakované potíže dostal od federace roční distanc. Tím se prakticky připravil o start na olympijských hrách v Pekingu.
Od roku 2007 se věnoval sportovnímu sumó a zkoušel štěstí mezi profesionál v K-1 a MMA. V roce 2009 byl po vyhraných světových hrách v tchajwanském Kao-siungu diskvalifikován za doping a dostal dvouletý zákaz startu. Vzápětí na to ukončil sportovní kariéru.
Věnuje se trenérské práci a pro svou bezprostřední povahu je populární pro čtenáře maďarského bulváru.

### Výsledky v zápasu řecko-římském
| Olympijské hry     |    |    |    | — |    |   |   | 2. |    |     |     | —  |    |     |  |  |  |  |  |  |  |  |  |
| Mistrovství světa  | —  | —  | —  |   | —  | — | — |    | 5. | úč. | —   |    | 3. | úč. |  |  |  |  |  |  |  |  |  |
| Mistrovství Evropy | —  | —  | —  | — | —  | — | — | —  | 8. | 5.  | úč. | 3. | 5. | 8.  |  |  |  |  |  |  |  |  |  |
| MS juniorů         |    | 7. |    | — | 1. |   |   |    |    |     |     |    |    |     |  |  |  |  |  |  |  |  |  |
| ME juniorů         | —  |    | 1. | — | 4. |   |   |    |    |     |     |    |    |     |  |  |  |  |  |  |  |  |  |
| *ME juniorů (v.s.) | —  |    | 2. | — | —  |   |   |    |    |     |     |    |    |     |  |  |  |  |  |  |  |  |  |
| MS dorostenců      | 3. |    |    |   |    |   |   |    |    |     |     |    |    |     |  |  |  |  |  |  |  |  |  |

| Olympijské hry a mistrovství světa                | Olympijské hry a mistrovství světa                | Olympijské hry a mistrovství světa                | Olympijské hry a mistrovství světa                | Olympijské hry a mistrovství světa                | Olympijské hry a mistrovství světa                | Olympijské hry a mistrovství světa                | Olympijské hry a mistrovství světa                | Olympijské hry a mistrovství světa                | Olympijské hry a mistrovství světa                | Olympijské hry a mistrovství světa                |
| Kolo                                              | Výsledek                                          | Bilance                                           | Soupeř                                            | Výsledek                                          | KB                                                | ∑KB                                               | Styl                                              | Datum                                             | Turnaj                                            | Místo                                             |
| 2006 Mistrovství světa do 84 kg v klasickém stylu | 2006 Mistrovství světa do 84 kg v klasickém stylu | 2006 Mistrovství světa do 84 kg v klasickém stylu | 2006 Mistrovství světa do 84 kg v klasickém stylu | 2006 Mistrovství světa do 84 kg v klasickém stylu | 2006 Mistrovství světa do 84 kg v klasickém stylu | 2006 Mistrovství světa do 84 kg v klasickém stylu | 2006 Mistrovství světa do 84 kg v klasickém stylu | 2006 Mistrovství světa do 84 kg v klasickém stylu | 2006 Mistrovství světa do 84 kg v klasickém stylu | 2006 Mistrovství světa do 84 kg v klasickém stylu |
| ------------------------------------------------- | ------------------------------------------------- | ------------------------------------------------- | ------------------------------------------------- | ------------------------------------------------- | ------------------------------------------------- | ------------------------------------------------- | ------------------------------------------------- | ------------------------------------------------- | ------------------------------------------------- | ------------------------------------------------- |
| opravy                                            | prohra                                            | 12-6                                              | Jake Clark (USA)                                  | 1-2 (4:1, 0:2, 2:2*)                              | 1                                                 | 4                                                 | Zápas řecko-římský                                | 26. září 2006                                     | Mistrovství světa                                 | Kanton, Čína                                      |
| 1/16                                              | prohra                                            | 12-5                                              | Nazmi Avluca (TUR)                                | 0-2 (0:2, 0:3)                                    | 0                                                 | 3                                                 | Zápas řecko-římský                                | 26. září 2006                                     | Mistrovství světa                                 | Kanton, Čína                                      |
| 1/32                                              | vítězství                                         | 12-4                                              | Fred de Vos (NED)                                 | 2-0 (6:0, 3:1)                                    | 3                                                 | 3                                                 | Zápas řecko-římský                                | 26. září 2006                                     | Mistrovství světa                                 | Kanton, Čína                                      |
| 2005 Mistrovství světa do 84 kg v klasickém stylu |                                                   |                                                   |                                                   |                                                   |                                                   |                                                   |                                                   |                                                   |                                                   |                                                   |
| o bronz                                           | vítězství                                         | 11-4                                              | Kim Čong-sop (KOR)                                | 2-0 (3:0, 6:0)                                    | 3                                                 | 16                                                | Zápas řecko-římský                                | 1. říjen 2005                                     | Mistrovství světa                                 | Budapešť, Maďarsko                                |
| semifinále                                        | prohra                                            | 10-4                                              | Alim Selimov (BLR)                                | pasivita (3:13)                                   | 0                                                 | 13                                                | Zápas řecko-římský                                | 1. říjen 2005                                     | Mistrovství světa                                 | Budapešť, Maďarsko                                |
| čtvrtfinále                                       | vítězství                                         | 10-3                                              | Dante Charebašvili (GRE)                          | 2-0 (5:0, 3:0)                                    | 3                                                 | 13                                                | Zápas řecko-římský                                | 1. říjen 2005                                     | Mistrovství světa                                 | Budapešť, Maďarsko                                |
| 1/16                                              | vítězství                                         | 9-3                                               | Tarvi Thomberg (EST)                              | pasivita (4:00)                                   | 5                                                 | 10                                                | Zápas řecko-římský                                | 1. říjen 2005                                     | Mistrovství světa                                 | Budapešť, Maďarsko                                |
| 1/32                                              | vítězství                                         | 8-3                                               | Jakov Manašerov (ISR)                             | lopatky (4:00)                                    | 5                                                 | 5                                                 | Zápas řecko-římský                                | 1. říjen 2005                                     | Mistrovství světa                                 | Budapešť, Maďarsko                                |
| 2002 Mistrovství světa do 84 kg v klasickém stylu |                                                   |                                                   |                                                   |                                                   |                                                   |                                                   |                                                   |                                                   |                                                   |                                                   |
| 1. skupina                                        | vítězství                                         | 7-3                                               | Dimitris Avramis (GRE)                            | tech. body (3:0)                                  | 3                                                 | 4                                                 | Zápas řecko-římský                                | 20.-21. září 2002                                 | Mistrovství světa                                 | Moskva, Rusko                                     |
| 1. skupina                                        | prohra                                            | 6-3                                               | Muchran Vachtangadze (GEO)                        | tech. body (1:5)                                  | 1                                                 | 1                                                 | Zápas řecko-římský                                | 20.-21. září 2002                                 | Mistrovství světa                                 | Moskva, Rusko                                     |
| 2001 Mistrovství světa do 85 kg v klasickém stylu |                                                   |                                                   |                                                   |                                                   |                                                   |                                                   |                                                   |                                                   |                                                   |                                                   |
| čtvrtfinále                                       | prohra                                            | 6-2                                               | Oleksandr Daragan (UKR)                           | tech. body (2:3)                                  | 1                                                 | 8                                                 | Zápas řecko-římský                                | 7.-9. prosince 2001                               | Mistrovství světa                                 | Patra, Řecko                                      |
| 5. skupina                                        | vítězství                                         | 6-1                                               | Jerry van de Pol (NED)                            | tech. přev. (12:0)                                | 4                                                 | 7                                                 | Zápas řecko-římský                                | 7.-9. prosince 2001                               | Mistrovství světa                                 | Patra, Řecko                                      |
| 5. skupina                                        | vítězství                                         | 5-1                                               | Šingo Macumoto (JPN)                              | tech. body (3:2)                                  | 3                                                 | 3                                                 | Zápas řecko-římský                                | 7.-9. prosince 2001                               | Mistrovství světa                                 | Patra, Řecko                                      |
| 2000 Olympijské hry do 85 kg v klasickém stylu    |                                                   |                                                   |                                                   |                                                   |                                                   |                                                   |                                                   |                                                   |                                                   |                                                   |
| finále                                            | prohra                                            | 4-1                                               | Hamza Yerlikaya (TUR)                             | tech. body (3:3*)                                 | 1                                                 | 15                                                | Zápas řecko-římský                                | 24.-25. srpen 2004                                | Olympijské hry                                    | Sydney, Austrálie                                 |
| semifinále                                        | vítězství                                         | 4-0                                               | Fritz Aanes (NOR)                                 | tech. body (4:1)                                  | 3                                                 | 13                                                | Zápas řecko-římský                                | 24.-25. srpen 2004                                | Olympijské hry                                    | Sydney, Austrálie                                 |
| 5. skupina                                        | vítězství                                         | 3-0                                               | Eddy Bartolozzi (VEN)                             | tech. body (5:0)                                  | 3                                                 | 10                                                | Zápas řecko-římský                                | 24.-25. srpen 2004                                | Olympijské hry                                    | Sydney, Austrálie                                 |
| 5. skupina                                        | vítězství                                         | 2-0                                               | Arek Olczak (AUS)                                 | tech. přev. (12:0)                                | 4                                                 | 7                                                 | Zápas řecko-římský                                | 24.-25. srpen 2004                                | Olympijské hry                                    | Sydney, Austrálie                                 |
| 5. skupina                                        | vítězství                                         | 1-0                                               | Martin Lidberg (SWE)                              | tech. body (2:0)                                  | 3                                                 | 3                                                 | Zápas řecko-římský                                | 24.-25. srpen 2004                                | Olympijské hry                                    | Sydney, Austrálie                                 |